# شهرک لیچنگداو
شهرک لیچنگداو (به لاتین: Lichengdao Township) یک شهرک در جمهوری خلق چین است که در شهرستان ووجی واقع شده‌است. شهرک لیچنگداو ۴۸ متر بالاتر از سطح دریا واقع شده‌است.